# Наноархеоти
Наноархеоти (лат. Nanoarchaeota) — четвертий тип в домені Археї. Відкритий в 2002 рік у.
Єдиний відомий на сьогодні вид — Nanoarchaeum equitans. Його представники можуть розвиватися тільки сукупно з археями роду Ignicoccus (що належить до типу Crenarchaeota), це є унікальне явище для архей. На одній клітці Ignicoccus селиться від 2 до 4 клітин Nanoarchaeum equitans, діаметр яких 0,35-0,50 мкм. У місці контакту клітин прикріпних структур не виявлено. Відділення Nanoarchaeum equitans від клітинIgnicoccusможе бути викликано м'яким впливом ультразвуку. При спільному культивуванні в штучних умовах на пізній експоненційної фазі росту спостерігалося самостійне відділення близько 80% клітин Nanoarchaeum equitans від Ignicoccus.
Метаболізм Nanoarchaeum equitans поки не відомий. Вони не розмножуються у відсутності живих клітин Ignicoccus. Nanoarchaeum equitansсуворі анаероби. Температура, при якій живуть ці археї становить 90 °C.
Їхній геном відсеквентований і становить 490 885 пар основ. Це один з найменших клітинних геномів, який поки що вдалося знайти (менший геном у ендосімбіотіческой бактерії Carsonella). У Nanoarchaeum equitans залишилися тільки гени, що відповідають за біосинтез білка, реплікацію, транскрипцію і трансляцію, 95% геному кодує білки.
Nanoarchaeum equitans не можуть синтезувати ліпіди, нуклеотиди і амінокислоти, отримуючи їх від Ignicoccus. Можливо, вони також залежать від енергетичного метаболізму господаря. Швидкість зростання Ignicoccus у чистій культурі і змішаній культурі при невисокій чисельності Nanoarchaeum equitans не розрізняється, але дуже велике число наноархей (кілька на кожну клітину господаря) пригнічує розвиток Ignicoccus. У зв'язку з цим Nanoarchaeum equitans можна розглядати як паразитів, що робить їх єдиними відомими паразитами серед архей.
Nanoarchaeum equitans, виділені з гарячих сірчаних джерел Серединно-Атлантичного хребта на глибині 106 метрів. Пізніше 16s рРНК наноархей з послідовностями, схожими на Nanoarchaeum equitans, виявили в Тихому океані, в гейзерах Йєллоустоуна і Камчатки. Методом FISH встановлено, що всі Nanoarchaeota прикріплюються до клітин інших архей.